# Hermann Mückler

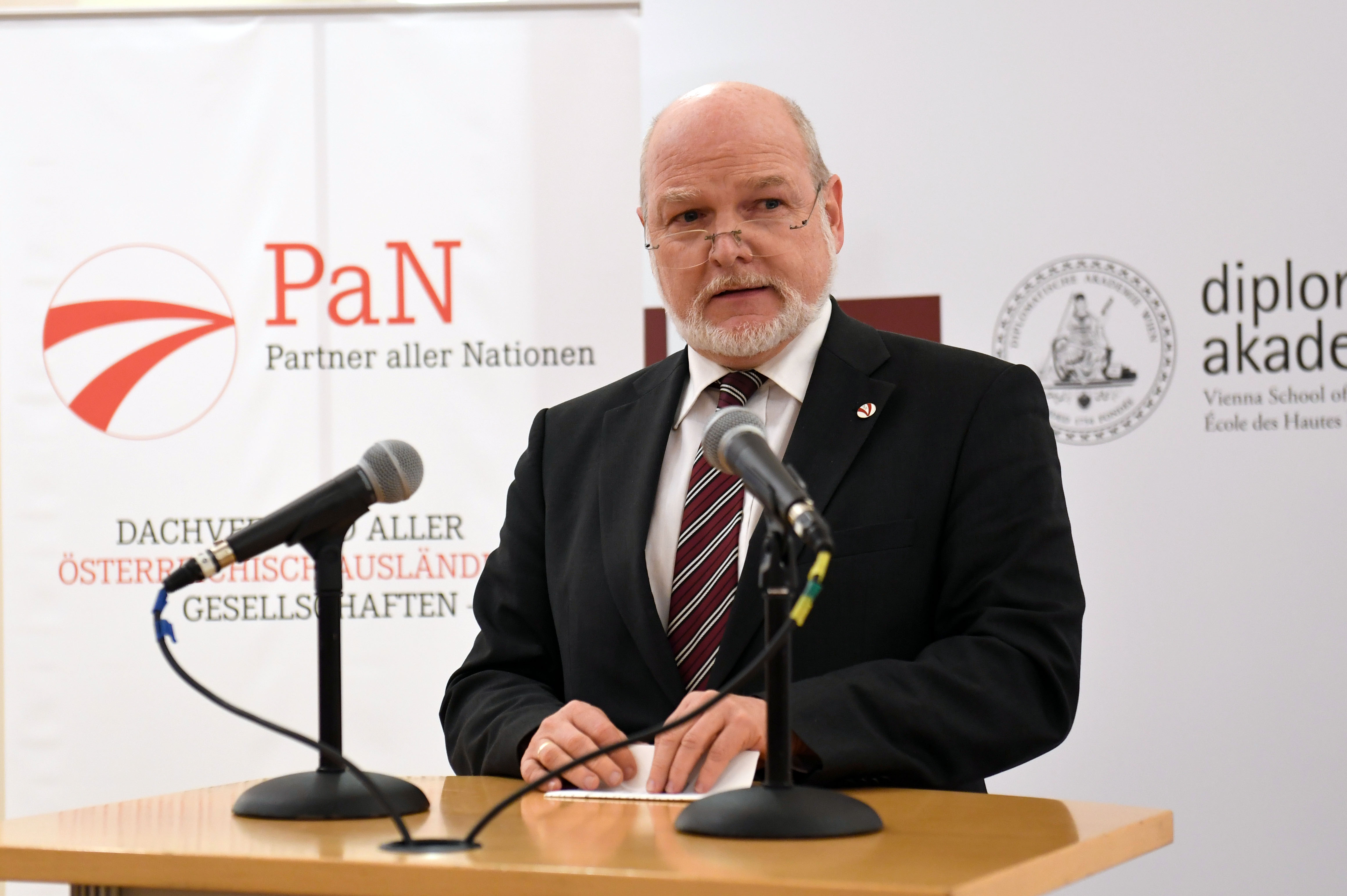
Hermann Mückler (2018)

Hermann N. Mückler (* 8. März 1964 in Wien) ist ein österreichischer Ethnologe, (Ethno-)Historiker und Politikwissenschaftler.

## Biografie
Aus einer Wiener Familie mit mährischen Wurzeln stammend, studierte Hermann Mückler Ethnologie und Politikwissenschaft an der Universität Wien und promovierte im Jahr 1997 in der Ethnologie mit einer Arbeit zum Thema „Taukei und Vulagi: Ursachen politischer Instabilität in Fidschi. Kulturwandel, ethnische Konflikte und die Bedeutung des Häuptlingstums; die fidschianische Perspektive“. Er habilitierte sich im Jahr 2001 mit einer Arbeit zum Thema: „Finis Tui Viti? Wandel und Erodierung traditioneller Machtstrukturen in Fidschi als Konsequenz innerer und äußerer Dynamiken. Ein Beitrag zur Traditionalismus-Diskussion aus ethnohistorisch und politisch-ethnologischer Sicht“. Zwei Bücher zu den politischen Entwicklungen in Fidschi erschienen in den Jahren 1998 und 2001. In den Folgejahren erschienen  weitere Bücher zu ethnologischen, (kolonial-)historischen und politikwissenschaftlichen Themen zur Großregion Ozeanien. Seit 1987 hatte er Feldaufenthalte sowie Feldforschung in der asiatisch-pazifischen Region.
Seit 1994 am Institut für Ethnologie, Kultur- und Sozialanthropologie der Universität Wien zuerst als Universitätsassistent tätig, wurde Hermann Mückler im Jahre 2001 außerordentlicher Universitätsprofessor und 2004 Vizedekan der Fakultät für Sozialwissenschaften. 1996 gründete er die Österreichisch-Südpazifische Gesellschaft (OSPG), bis heute die einzige fachwissenschaftlich orientierte Institution zur Pazifischen Region in Österreich, die sich als multilateral agierende Institution zu den Pazifischen Inselstaaten versteht, sowie im Jahr 2002, gemeinsam mit  Erich Lehner von der Technischen Universität Wien, das Institut für Vergleichende Architekturforschung und 2005 den gleichnamigen Verlag. Hermann Mückler ist Herausgeber der Buchreihe „Novara – Beiträge zur Pazifikforschung“ sowie der Buchreihe „Ozeanien“ und war Leiter des Projekts Flucht in die Südsee? Österreichische Migration nach Neuseeland und Ozeanien und Co-Leiter des dreijährigen FWF-Projektes ASSIP - Architecture, Space, and Society in Post-disaster Built Environment in Indonesia. Im Jahr 2010 gründete er die Österreichisch-Fidschianische Gesellschaft (ÖFiG). Seit 2016 ist er Präsident des Dachverbandes aller österreichisch-ausländischen Gesellschaften PaN - Partner aller Nationen.

## Wissenschaftliche Funktionen und Tätigkeiten
- Außerordentlicher Universitätsprofessor (seit 2001)
- Präsident der Anthropologischen Gesellschaft in Wien (seit 2012)
- Präsident der Österreichisch-Südpazifischen Gesellschaft (OSPG) (1996–2010)
- Vizepräsident der Österreichisch-Südpazifischen Gesellschaft (OSPG) (seit 2010)
- Vizepräsident des Instituts für Vergleichende Architekturforschung (seit 2002)
- Vizedekan der Fakultät für Sozialwissenschaften der Universität Wien (2004–2008)
- Studienprogrammleitung Kultur- und Sozialanthropologie (2010–2012, 2014–2016)
- Präsident/Chairman der European Society for Oceanists (ESfO) (1999–2002)
- Herausgeber der „Wiener Ethnohistorischen Blätter“ (2000–2004)
- Herausgeber der Publikationsreihe „Novara – Beiträge zur Pazifikforschung“
- Herausgeber der Buchreihe „Ozeanien“
- Mitherausgeber des „Journal of Comparative Cultural Studies“ (JCCS)
- Gastvorträge und -professuren u. a. in Brunel, Mainz, Paris, Zürich, Bayreuth, Ljubljana, Bratislava, St. Andrews, Padua, Suva, Sydney, Bern, Kopenhagen

## Forschungsschwerpunkte
- Friedens- und Konfliktforschung
- Ethnohistorie und Historische Anthropologie
- Politische Anthropologie, Geopolitik und Geostrategie
- Kolonialismus, Postkolonialismus und Neokolonialismus
- Soziale und gesellschaftspolitische Aspekte indigener Architekturen
- Regionalspezifische Studien zu Ozeanien/Pazifische Inseln, Asien-Pazifik
- Südostasien, Indischer Ozean (Tropische Inseln), Australien

## Veröffentlichungen
Buchpublikationen (Auswahl):
- Fidschi. Zwischen Tradition und Transformation. Frankfurt/Main 1998: IKO-Verlag.
- Melanesien in der Krise. Ethnische Konflikte, Fragmentierung und Neuorientierung. Wien 2000: Univ. Wien.
- Fidschi. Das Ende eines Südseeparadieses. Promedia Wien 2001, ISBN 978-3-85371-171-2.
- mit Ferdinand Karl: Oasen der Südsee: Die größten Kleinststaaten der Welt. Ostmikronesien: Marshall-Inseln, Gilbert-Inseln, Nauru. Weishaupt Verlag, Gnas 2002, ISBN 3-7059-0121-4.
- mit Erich Kolig (Hrsg.): Politics of Indigeneity in the South Pacific. Recent Problems of Identity in Oceania. LIT-Verlag, Hamburg 2002, ISBN 978-3-8258-5915-2.
- mit Werner Zips und Manfred Kremser (Hrsg.): Ethnohistorie. Empirie und Praxis. Wiener Universitätsverlag, Wien 2006, ISBN 978-3-85114-335-5.
- mit Erich Lehner und Ulrike Herbig (Hrsg.): Das architektonische Erbe Samoas. Neuer Wissenschaftlicher Verlag, Wien 2007, ISBN 978-3-7083-0391-8.
- Einführung in die Ethnologie Ozeaniens. Facultas, Wien 2009, ISBN 978-3-7089-0392-7.
- Mission in Ozeanien. Facultas, Wien 2010, ISBN 978-3-7089-0397-2.
- mit Johann Dvorak (Hrsg.): Staat, Globalisierung, Migration. facultas.wuv., Wien 2011, ISBN 978-3-7089-0393-4.
- Kolonialismus in Ozeanien. Facultas, Wien 2012, ISBN 978-3-7089-0398-9.
- mit Gerald Faschingeder (Hrsg.): Tradition und Traditionalismus. Zur Instrumentalisierung eines Identitätskonzepts. promedia, Wien 2013, ISBN 978-3-85371-343-3.
- mit Walter Feichtinger, Gerald Hainzl und Predrag Jurekovic (Hrsg.): Internationales Krisenmanagement. Eine Bestandsaufnahme. Schriftenreihe der Landesverteidigungsakademie Bd. 8, Landesverteidigungsakademie, Wien 2012, ISBN 978-3-902670-99-1.
- als Hrsg.: Österreicher in der Südsee. Forscher, Reisende, Auswanderer. LIT-Verlag, Wien 2012, ISBN 978-3-643-50390-9.
- Entkolonisierung und Konflikte der Gegenwart in Ozeanien. Facultas, Wien 2013, ISBN 978-3-7089-0399-6.
- mit Gabriele Weichart und Friedrich Edelmayer (Hrsg.): Australien. 18. bis 21. Jahrhundert, Geschichte und Gesellschaft. promedia, Wien 2013, ISBN 978-3-85371-352-5.
- mit Walter Feichtinger, Gerald Hainzl und Predrag Jurekovic (Hrsg.): Wege und Irrwege des Krisenmanagements. Von Afghanistan bis Südsudan. Böhlau-Verlag, Wien 2014, ISBN 978-3-205-78856-0.
- Missionare in der Südsee. Pioniere, Forscher, Märtyrer. Ein biographisches Nachschlagewerk. Reihe B: Forschungen zur Südsee. Harrassowitz-Verlag, Wiesbaden 2014, ISBN 978-3-447-10268-1.
- als Hrsg.: Spuren in der Fremde. Österreichische Initiativen und Leistungen in Übersee und deren wissenschaftliche Rezeption. Österreich, Geschichte, Literatur, Geographie (ÖGL), 58. Jg., Heft 4 (381), Institut für Österreichkunde, Wien 2014.
- als Hrsg.: Walter Knoche. Die Osterinsel. Die chilenische Osterinsel-Expedition von 1911. Herausgegeben, eingeleitet und kommentiert von Hermann Mückler. Harrassowitz Verlag, Wiesbaden 2015, ISBN 978-3-447-10478-4.
- Die Marshall-Inseln und Nauru in deutscher Kolonialzeit. Südsee-Insulaner, Händler und Kolonialbeamte in alten Fotografien. Frank & Timme, Berlin 2016, ISBN 978-3-7329-0285-9.
- Australien, Ozeanien, Neuseeland. Frankfurt/M. 2020: S. Fischer Verlag (Neue Fischer Weltgeschichte, Bd. 15), ISBN 978-3-10-010845-6.

## Auszeichnungen
- 2025: Goldenes Ehrenzeichen für Verdienste um das Land Wien[4]